# Drino
Ne doit pas être confondu avec Drin.
Le Drino (grec Δρίνος) est une rivière qui coule en Grèce et en Albanie. Il est le principal affluent de la Vjosa.

## Situation

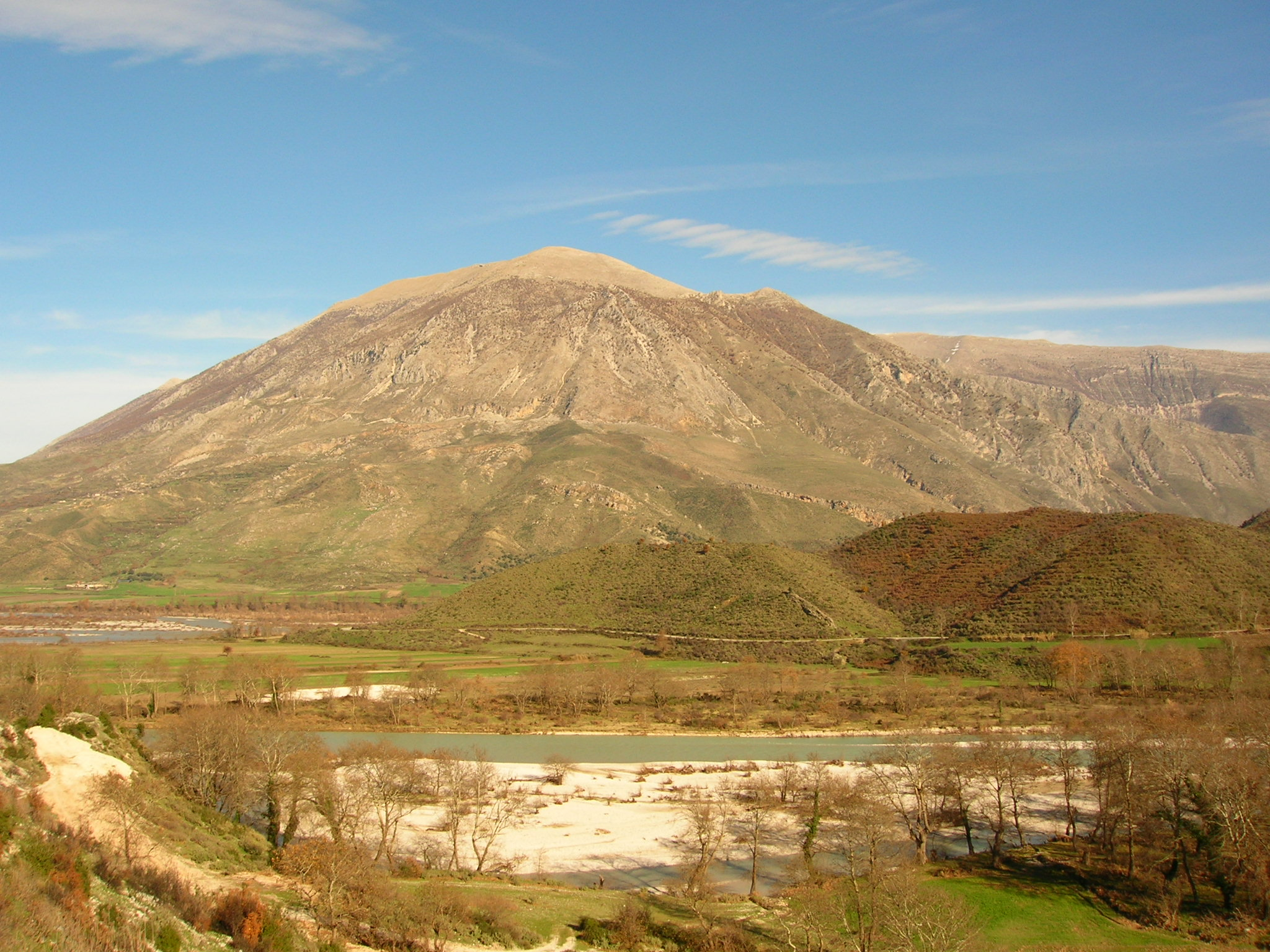
La vallée du Drino près de Tepelenë

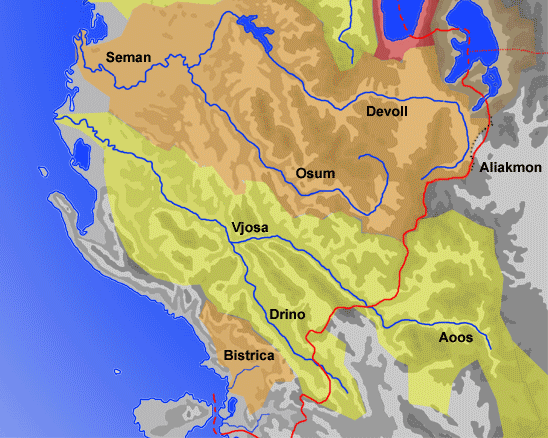
Le bassin de la Vjosa et du Drino

Le Drino prend sa source à l'extrémité nord-ouest de la Grèce, dans la préfecture de Ioannina, près du village de Delvinaki. Une vingtaine de kilomètres après sa source, il entre en Albanie près de Ktismata. Il se dirige ensuite vers le nord-ouest et arrose Gjirokastre. Il se jette dans la Vjosa en rive gauche, près de Tepelenë.